# 도코로자와 항공발상기념관
도코로자와 항공발상기념관(所沢航空発祥記念館)은 도코로자와 항공기념공원의 부지 내에 있는 항공을 테마로 한 박물관이다. 1993년에 개관, 공원의 심볼적 시설이다.

## 전시관의 특징
쇼자와 항공 기념 공원내의 광대한 입지를 살린 실기를 다수 수용한 전시관이며, 200명 수용의 대형 상영 설비를 갖추어 영상에서도 세로 15 m, 옆 20 m의 대스크린으로 항공기관련의 작품이 입체 음향 시스템을 채용한 박력 있는 사운드로 상영되고 있다.또, 점보 제트기의 flight simulator로의 모의 조종 체험, 레이다-, 관제 기기등의 전시가 있다.
쇼자와로부터 발전하며 간 일본의 항공기사의 이해·비행 원리의 지식의 취득 등 항공 산업 전반을 이해할 수 있는 전시의 궁리가 되고 있다.
- 옥외 전시기 YS-11, C-46는 옥외 전시물이기 때문에 무료로 견학 가능 .
YS-11은 해에 몇차례, 내부 공개된다.공개 일정은 공식 홈페이지 참조

## 옥내 전시 내용
- 1층실기 전시　(매달아 전시 기체 포함한다)
  - 법회의 의식1호기(레플리카)
  - 뉴 폴 81 E2(레플리카)
  - 노스 아메리칸 T-6G
  - 휴즈 OH-6J
  - HU-1B
  - 카와사키 KAL-2
  - 비치 크라프트 T-34 조언자
  - 하이퍼 L-21
  - 스틴손L-5E
  - 글라이더기리가미네식은과 K-14형
  - 초경량 비행기
  - 헹글라이더
  - 시코르스키 S-55·H-19
  - “H-21 B”V-44형 바톨
  - 후지 T-1 B중등 연습기
  - 구일식 전투기(국내에서 유일한 현존 기체.항공 유산 인정 1호기)

- 2층 전시
  - 「넓은 하늘」점보 제트기flight simulator
  - 「관제탑」레이다-·관제 장치의 소개
  - 「쇼자와 메모리얼 갤러리」전쟁 전의 쇼자와 비행장관련 자료를 전시

- 행거(별관)(해에 몇차례 공개된다)공개 일정은 오피샤르사이트를 참조
  - Mi-8 힙
  - V-107 바톨
  - F-86D 세이버
  - 세스너기 170
  - 벨 47
  - TH-55 오사게
  - 파이 파 J-3C-65
  - 폭카 D.VII(레플리카)
  - 스팟드 S-X
  - 토호쿠대학글라이더
  - 일본 대학인력비행기　SAKUZO-IV

- 상영 설비
  - 아이맥스씨어터
- 레스토랑
  - 카페레스토랑 윙
- 숍
  - 스베이니아숍후라잉스피릿트

## 교통
- 전철　세이부 신쥬쿠선「항공공원역」하차 동쪽 출입구에서(보다) 도보 8분
- 자동차　칸에츠 자동차도쇼자와IC로부터국도 463호를 쇼자와 방면에 약 6km

## 입관료
- 옥내 전시관어른 500엔, 소인 100엔 (단체 할인액은 어른 400엔, 소인 80엔)
- 대형 영상관어른 600엔, 소인 250엔 (단체 할인액은 어른 500엔, 소인 200엔)
- 공통 할인권 어른 800엔, 소인 300엔 (단체 할인액은 어른 650엔, 소인 250엔)
- 단체 할인은 20명 이상으로부터 대응, 개관 시간은 오전 9시 30분부터 오후 5시까지.휴관일은 매주 월요일(축일과 겹치는 경우는 다음날), 연말 연시 휴관.

※2008년 현재

## 같이 보기
- 과학기술관